# 비스콘티가
비스콘티 가문(Visconti)은 중세시대의 중요한 두 이탈리아 귀족 가문의 명칭이다. 두 개의 비스콘티 가문에는 뚜렷한 점이 있는데, 전자는 12세기 중반에 피사 공화국에서 명성을 얻었던 가문으로, 후에 사르데냐의 갈루라의 지배자 된다. 후자는 밀라노에서 성장한 가문으로 1277년부터 1447년까지 밀라노를 통치했고 현재까지 몇몇 후손들이 존재한다. 영화 감독으로 알려진 루키노 비스콘티가 바로 이 가문의 후손이다.
갈루라의 비스콘티 가문은 수탉을 가문의 상징으로 사용했고 (갈루라는 '수탉들의 땅'을 의미함), 반면에 밀라노의 비스콘티 가문은 사라센 또는 아이들을 집어삼키는 비시오네(커다란 뱀)를 가문의 상징으로 사용하였다. 밀라노의 비스콘티 상징은 여전히 밀라노와 깊은 관련이 있다.

## 피사와 사르데냐의 비스콘티 가문

수탉을 묘사한 갈루라의 비스콘티 가문의 문장

피사에서 첫 비스콘티의 언급은 귀족 지위를 갖고 태어난 알베르토 비스콘티이다. 알베르토의 아들인 엘디치오도 귀족 출신이고 1184년부터 1185년까지 콘술 자리를 수행하기도 하였다. 엘디치오의 아들들인 람베르토와 우발도 1세는 피사와 사르데냐에 가문의 영향력을 높이는데 기여를 하였다. 그들은 모두 귀족 지위를 지녔고 포데스타로서 복무하였다.
1212년에 친 비스콘티 세력과 반 비스콘티 세력이 피사의 지배권을 두고 충돌하였다. 1213년 1월 중순에 칼리아리의 굴리엘모 1세가 반 비스콘티 세력을 연합을 주도해 마사 근처에서 벌어진 전투에서 비스콘티 측의 세력을 상대로 승리로 이끌었다. 그후에 피사는 비스콘티 가문이 포함된 4명의 렉토레스에게 권력이 분산되었다. 사르데냐의 비스콘티 가문은 그 세기가 끝이 날때까지 피사의 정치에 참여하였으나, 1213년 이후로 그들의 영향력은 엄청나게 감소된후였다.
사르데냐의 엘디치오는 나중에 람베르토와 우발도의 어머니가 되는 칼리아리의 토르키토리오의 딸과 결혼을 하였다. 1207년, 람베르토는 갈루라의 바리소네 2세의 상속자인 엘레나와 결혼을 하였고, 따라서 치비타를 수도로 한 사르데냐의 동북쪽에 대한 지배권을 확보하였다. 1215년, 그와 우발도는 추가적으로 사르데냐 섬의 남부에 칼리아리의 주디카토에게서 패권을 획득하였다. 결혼 동맹을 통해서 람베르토의 아들인 우발도 2세는 잠시 동안 루구도로를 확보하기도 했다. 반세기가 지나서는 피사인들의 영향력은 비스콘티 가문과 다른 피사(게라르데스키, 카프라이아)와 사르데냐(라콘, 베잘루)의 명가들과의 결혼 덕분에 지속되었다.

### 갈루라의 비스콘티 통치자들
- 람베르토 (1207–1225)
- 우발도 (1225–1238)
- 조반니 (1238–1275)
- 니노 (1275–1298), 그의 아내인 베아트리체 데스테(Beatrice d'Este, 1334년 9월 15일 사망)는 밀라노의 군주 갈레아초 1세 비스콘티와 1300년 6월 24일에 재혼한다.
- 조안나 (1298–1308), 밀라노 계열의 아초네 비스콘티의 이복누이이다.

## 밀라노의 비스콘티 가문

밀라노의 비스콘티 문장

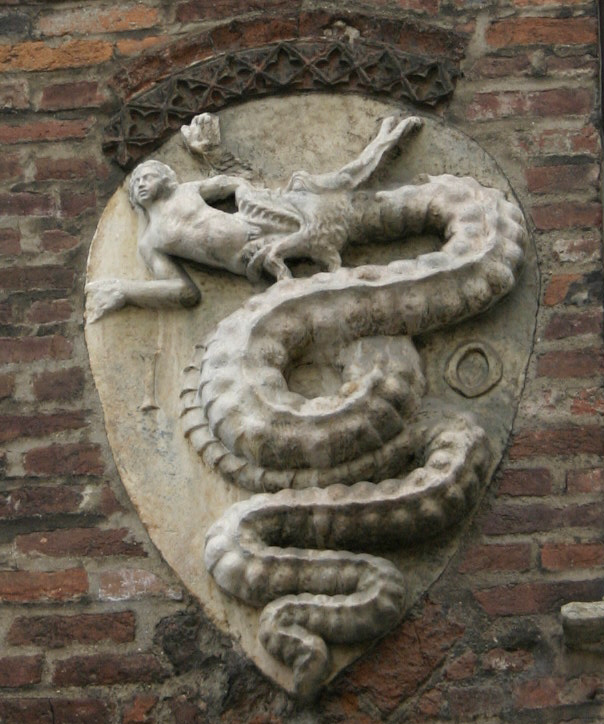
이탈리아 밀라노의 두오모 광장에 있는 대주교 관저에 있는 비스콘티 가문의 문장

밀라노의 비스콘티 가문의 실질적인 창시자인 오토네는 1277년에 경쟁 가문인 델라 토레 가문에게서 도시의 지배권을 획득했다.
비스콘티 가문은 그들의 기원을 전설로서의 형태로 주장하는걸 좋아했지만, 반면에 가문이 설립하게 된 사실은 꽤나 수수하고 초라한 시작에서 반영을 했다. 밀라노를 통치했던 비스콘티 가문의 기원은 12세기부터 다스렸던 마조레 호수 위에 있는 마을인 마시노(오늘날의 마시노비스콘티)의 영주의 지위를 맡으면서 시작된다.
Viscontis는 Maggiore 호수와 Ticino 강 서쪽 고지의 전략적 장소였고, 대주교의 가신으로 12세기 이래 거주했던 Massino의 영주였다. 가족의 성은 "대리 백작(deputy counts)"를 의미하는 라틴어 comitis에서 파생되었다. Vice는 그는 장소를 차지하고 누군가와 함께 있던 사람, Visconti란 즉 신성로마제국의 황제와 함께 있던 사람을 의미한다.
가족 중 2 명의 조상은 역사적인 문서에서 수시로 언급된다 : Eriprando Visconti 그리고 Valderico Visconti (863년부터)이다.
역사적인 면에서 볼 때 대주교인 란돌포(Landolfo, 979- 998)가 caput plebis라고 불리는, 영지에 부여한, 주교로부터 봉건 혜택을 얻은 가신 가문이라고 보여진다. Visconti가 Marliano (오늘날의 Mariano Comense)의 대리주권을 가졌다는 내용의 관련 문서는 1157년부터 발견된다. 그러나 1070년 이전에 그들은 이미, 이후 모든 남성 자손들에게 세습되는 공공 대리백작 사무소를 얻었다. 대리백작의 역할은 아직도 밀라노의 지방 문장에 남아있는 아이를 삼키는 독사 표시의 채택에 이어진다. 얼마 후 가족은 몇 개의 분가로 나뉘었고 그 중 일부는 밀라노에서 멀리 떨어진 곳에서 영지를 가진다, 고귀한 왕조가 된 분가는 13 세기 전반기에 사망한 우베르토(Uberto)에서 시작된다..
그의 아들 Ottone (1207-1295)의 권한은 1262년 7월 22일 밀라노의 대주교의 Pope Urban IV에 의해 부여되었고, 그의 주권과 봉신들의 지원을 받아 Della Torre가 이끄는 대중파에 대한 오랜 투쟁에서 1277년 Desio에서 승리했다. 증손자인 Matthew I세(1250-1322)는 1287년에 민중의 수장으로 선출되었고, 황제 루돌프 (Rudolph)는 1288년에 대리권을 수여했다. 반대파의 저항은 1302년에 Visconti의 망명으로 이어졌으나, Henry VII세의 지원으로 Visconti는 밀라노로 돌아왔다. 교황과 겔프(Guelph)파의 반응은 오랜 시간이 걸리지 않았고, Ludovico il Bavaro(1327)에 의해 포로가 될 때까지 용감하게 대항한 아들 Galeazzo I세(1277c. - 1328)를 위해 Matthew I세가 퇴위하도록 이끌었다. 그의 형제들 중 마르코(Marco, 1329년 사망)는 지도자였고, 루치노(Luchino, 1292-1349)와 조반니(Giovanni, 1290-1354)는 갈레아조(Galeazzo) 1세의 아들인 아죠네(Azzone, 1302-1339)가 1329년 회복한 지위를 그의 사망 이후 지배를 맡았다. Luchino의 아들인 Luchino Novello(1399년 사망)는 Giovanni의 영주권에서 제외되었다. 왕조는 Matteo의 아들인 Stefano의 자손에 의해 계승되었으며, 그의 세 아들인 Matteo II (1319-1355), Galeazzo II (1320-1378) 및 Bernabò (1323-1385)은 그에게 빛과 힘을 주었다.
1378년 갈레아초 2세(Galeazzo II)는 아들 잔 갈레아초(1351-1402)에 양위했다. 잔 갈레아초는 1385년에 삼촌인 베르나보를 축출하였고, 1395년에 황제 Venceslao에 의해 초대 밀라노 공작으로 임명되었다. 반면 첫번째 부인인 이사벨라와의 사이에서 낳은 유일한 딸인 발렌티나(1366-1408)는 루이 1세 드 오를레앙(1372-1407)과 결혼하였다. 잔 갈레아초가 두번째 결혼으로 얻은 자녀인 지오반니 마리아 (1389-1412)와 필리포 마리아(1392-1447)에 의해 밀라노 공작이 계승된후 비스콘티 가문이 단절되었다. 필리포 마리아 사망후에는 그의 딸 비안카 마리아와 결혼한 프란체스코 스포르차가 밀라노 공작을 계승하였다.
Gian Galeazzo Visconti가 밀라노의 공작으로 임명된 후 Viscontis는 작가에게 Enea의 아들인 Anglo로 특정되는 트로이까지 거슬러 올라가는 기원을 가진 가족 계보에 관한 전설 초안을 위탁했고, 이는 Angera 재단의 기원이 되었다.